# Clementina Cazzola
Clementina Cazzola (Sermide, 26 agosto 1832 – Firenze, 31 agosto 1868) è stata un'attrice teatrale italiana.

## Biografia e attività teatrale
Figlia di Giuseppe Cazzola capocomico e Claudia Bragaglia attrice, esordì nel 1848 al Teatro Re di Milano. Fu poi nelle più celebri compagnie teatrali dell'epoca. È stata una delle più efficaci interpreti della passione romantica.
Si legò sentimentalmente a Tommaso Salvini, dal quale ebbe quattro figli: Gustavo, Emilia, Alessandro e Mario. Gustavo e Alessandro furono a loro volta attori, Mario fu scultore e fondò con alcuni soci una manifattura ceramica a Firenze. Morì di tubercolosi.